# Ballspielverein Borussia 09 Dortmund 1978-1979
Questa voce raccoglie le informazioni riguardanti il Ballspielverein Borussia 09 Dortmund nelle competizioni ufficiali della stagione 1978-1979.

## Stagione
Nella stagione 1978-1979 il Borussia Dortmund, allenato da Carl-Heinz Rühl e Uli Maslo, concluse il campionato di Bundesliga al 12º posto. In Coppa di Germania il Borussia Dortmund fu eliminato agli ottavi di finale dall'Eintracht Francoforte.

## Rosa
| N. |                     | Ruolo | Calciatore          |
| -- | ------------------- | ----- | ------------------- |
|    | Germania (bandiera) | P     | Horst Bertram       |
|    | Germania (bandiera) | P     | Eike Immel          |
|    | Germania (bandiera) | D     | Herbert Hein        |
|    | Germania (bandiera) | D     | Lothar Huber        |
|    | Germania (bandiera) | D     | Detlef Meyer        |
|    | Germania (bandiera) | D     | Amand Theis         |
|    | Germania (bandiera) | D     | Hans-Joachim Wagner |
|    | Germania (bandiera) | C     | Klaus Ackermann     |
|    | Germania (bandiera) | C     | Herbert Meyer       |
|    | Germania (bandiera) | C     | Theo Schneider      |
|    | Germania (bandiera) | C     | Werner Schneider    |

| N. |                     | Ruolo | Calciatore          |
| -- | ------------------- | ----- | ------------------- |
|    | Germania (bandiera) | C     | Miroslav Votava     |
|    | Germania (bandiera) | C     | Michael Zorc        |
|    | Germania (bandiera) | A     | Ralf Augustin       |
|    | Germania (bandiera) | A     | Manfred Burgsmüller |
|    | Germania (bandiera) | A     | Wolfgang Frank      |
|    | Germania (bandiera) | A     | Peter Geyer         |
|    | Germania (bandiera) | A     | Sigfried Held       |
|    | Germania (bandiera) | A     | Norbert Runge       |
|    | Germania (bandiera) | A     | Burghard Segler     |
|    | Polonia (bandiera)  | A     | Joachim Siwek       |
|    | Germania (bandiera) | A     | Wolfgang Vöge       |

## Organigramma societario
Area tecnica
- Allenatore: Uli Maslo
- Allenatore in seconda:
- Preparatore dei portieri:
- Preparatori atletici:

## Calciomercato

### Sessione estiva
| Acquisti | Acquisti      | Acquisti                     | Acquisti |
| R.       | Nome          | da                           | Modalità |
| -------- | ------------- | ---------------------------- | -------- |
| D        | Herbert Hein  | Colonia                      |          |
| P        | Eike Immel    | Borussia Dortmund (juniores) |          |
| A        | Norbert Runge | Bocholt                      |          |
| C        | Michael Zorc  | TuS Eving-Lindenhorst        |          |

| Cessioni | Cessioni         | Cessioni         | Cessioni |
| R.       | Nome             | a                | Modalità |
| -------- | ---------------- | ---------------- | -------- |
| C        | Egwin Wolf       | Chiasso          |          |
| P        | Peter Endrulat   | TeBe Berlino     |          |
| A        | Erwin Kostedde   | Union Solingen   |          |
| C        | Helmut Nerlinger | Viktoria Colonia |          |

### Sessione invernale
| Acquisti | Acquisti | Acquisti | Acquisti |
| R.       | Nome     | da       | Modalità |
| -------- | -------- | -------- | -------- |

| Cessioni | Cessioni      | Cessioni       | Cessioni |
| R.       | Nome          | a              | Modalità |
| -------- | ------------- | -------------- | -------- |
| A        | Willi Lippens | Dallas Tornado |          |

## Risultati

### Bundesliga

#### Girone di andata
| Arbitro: | Linn |

|                 |           |  |
| Burgsmüller 32’ | Marcatori |  |

| Arbitro: | Klauser |

|                           |           |                    |
| Schäffer 24’ Simonsen 36’ | Marcatori | 35’ Geyer 47’ Vöge |

| Arbitro: | Ross |

|          |           |  |
| Vöge 76’ | Marcatori |  |

| Arbitro: | Horstmann |

|                                            |           |           |
| Abel 27’ Oswald 44’ Eggeling 52’ Köper 89’ | Marcatori | 71’ Theis |

| Arbitro: | Luca |

|                                                  |           |                                         |
| Huber 15’ Augustin 22’ Burgsmüller 49’ Geyer 87’ | Marcatori | 12’ Hoeneß 21’ Müller 81’ (rig.) Martin |

| Arbitro: | Dölfel |

|                                        |           |  |
| Beer 22’, 57’ Gersdorff 37’ Weiner 74’ | Marcatori |  |

| Dortmund 30 settembre 1978, ore 15:30 CEST 7ª giornata | Borussia Dortmund | 0 – 0 referto | Colonia | Westfalenstadion (39 800 spett.)\| Arbitro: \| Aldinger \| |
| Arbitro:                                               | Aldinger          |               |         |                                                            |

| Arbitro: | Redelfs |

|                             |           |                              |
| Hahn 31’ Kalb 63’ Weber 72’ | Marcatori | 16’ Burgsmüller 64’ Augustin |

| Arbitro: | Horstmann |

|                    |           |                                         |
| Held 11’ Geyer 76’ | Marcatori | 6’ (rig.) Bongartz 66’ Wendt 71’ Melzer |

| Arbitro: | Linn |

|                                |           |                       |
| Živaljević 29’ Heidenreich 61’ | Marcatori | 58’ Huber 86’ Lippens |

| Arbitro: | Gabor |

|                                       |           |  |
| Huber 41’ (rig.) Burgsmüller 69’, 71’ | Marcatori |  |

| Arbitro: | Engel |

|                                                            |           |  |
| Bertl 16’ Hrubesch 40’ Reimann 41’ Keegan 55’ Wehmeyer 75’ | Marcatori |  |

| Arbitro: | Quindeau |

|                |           |                      |
| Erler 68’, 89’ | Marcatori | 49’, 86’ Burgsmüller |

| Arbitro: | Assenmacher |

|                                              |           |             |
| Votava 4’, 36’ Burgsmüller 26’ Schneider 88’ | Marcatori | 27’ Bregman |

| Arbitro: | Aldinger |

|                                                        |           |             |
| Kremers 32’ Fischer 52’ Abramczik 80’, 83’ Fichtel 89’ | Marcatori | 44’ Lippens |

| Arbitro: | Barnick |

|                                 |           |             |
| Burgsmüller 9’, 23’ Lippens 67’ | Marcatori | 59’ Elsener |

| Arbitro: | Burgers |

|                                            |           |                              |
| Pohl 14’ Ellbracht 74’, 85’ Eilenfeldt 81’ | Marcatori | 9’, 35’ Schneider 82’ Segler |

#### Girone di ritorno
| Arbitro: | Luca |

|                                                          |           |  |
| Dürnberger 9’ Kapellmann 12’ Schwarzenbeck 70’ Oblak 80’ | Marcatori |  |

| Arbitro: | Walz |

|                 |           |           |
| Burgsmüller 15’ | Marcatori | 3’ Lienen |

| Arbitro: | Aldinger |

|                                                     |           |                                                              |
| Dreßel 23’ Reinders 37’ Röber 70’ (rig.) Bracht 88’ | Marcatori | 22’ (aut.) Røntved 40’ Schneider 78’ Votava 90’ (rig.) Huber |

| Arbitro: | Klauser |

|                              |           |                            |
| Votava 81’ Oswald 83’ (aut.) | Marcatori | 15’ (rig.) Abel 49’ Eggert |

| Arbitro: | Niemann |

|            |           |                 |
| Kelsch 16’ | Marcatori | 69’ Burgsmüller |

| Arbitro: | Roth |

|                                       |           |  |
| Burgsmüller 15’ Geyer 49’ Lippens 75’ | Marcatori |  |

| Arbitro: | Horstmann |

|                                                               |           |  |
| Müller 12’ Zimmermann 25’ (rig.), 88’ Neumann 66’ Glowacz 68’ | Marcatori |  |

| Dortmund 4 aprile 1979, ore 20:00 CEST 25ª giornata | Borussia Dortmund | 0 – 0 referto | Darmstadt | Westfalenstadion (19 000 spett.)\| Arbitro: \| Meuser \| |
| Arbitro:                                            | Meuser            |               |           |                                                          |

| Arbitro: | Dreher |

|                           |           |                 |
| Wendt 1’, 13’ Bongartz 8’ | Marcatori | 56’ Burgsmüller |

| Arbitro: | Heitmann |

|                         |           |  |
| Geyer 13’ Schneider 88’ | Marcatori |  |

| Arbitro: | Ohmsen |

|                            |           |           |
| Allofs 73’, 79’ Dusend 88’ | Marcatori | 54’ Runge |

| Arbitro: | Messmer |

|           |           |                                      |
| Runge 16’ | Marcatori | 2’ Wehmeyer 78’ Memering 85’ Plücken |

| Arbitro: | Treib |

|                            |           |                        |
| Segler 19’ Burgsmüller 42’ | Marcatori | 56’ Grobe 65’ Dremmler |

| Duisburg 12 maggio 1979, ore 15:30 CEST 31ª giornata | Duisburg   | 0 – 0 referto | Borussia Dortmund | Wedaustadion (15 000 spett.)\| Arbitro: \| Eschweiler \| |
| Arbitro:                                             | Eschweiler |               |                   |                                                          |

| Arbitro: | Aldinger |

|                                |           |  |
| Bittcher 37’ (aut.) Votava 86’ | Marcatori |  |

| Arbitro: | Heitmann |

|                                             |           |           |
| Nickel 19’ Hölzenbein 54’ Lorant 66’ (rig.) | Marcatori | 36’ Runge |

| Arbitro: | Linn |

|                     |           |  |
| Segler 18’ Vöge 30’ | Marcatori |  |

### Coppa di Germania
| Arbitro: | Kohnen |

| |           |                  |
| Vöge 6’, 23’, 60’, 70’, 74’, 82’ Huber 17’ Burgsmüller 21’, 53’, 87’ Votava 32’ Siwek 45’, 47’ Geyer 58’ | Marcatori | 68’ Killenberger |

| Neunkirchen 23 settembre 1978 Secondo turno | Borussia Neunkirchen | 0 – 0 (d.t.s.) referto | Borussia Dortmund | Ellenfeldstadion (6 000 spett.)\| Arbitro: \| Meuser \| |
| Arbitro:                                    | Meuser               |                        |                   |                                                         |

| Arbitro: | Rieb |

|                        |           |  |
| Augustin 26’ Geyer 48’ | Marcatori |  |

| Arbitro: | Redelfs |

|                                                        |           |               |
| Burgsmüller 8’, 17’ Geyer 33’, 52’ Vöge 36’ Segler 86’ | Marcatori | 83’ Grünewald |

| Arbitro: | Engel |

|                  |           |                            |
| Huber 44’ (rig.) | Marcatori | 66’, 81’ Elsener 88’ Kraus |

## Statistiche

### Statistiche di squadra
| Competizione      | Punti | In casa | In casa | In casa | In casa | In casa | In casa | In trasferta | In trasferta | In trasferta | In trasferta | In trasferta | In trasferta | Totale | Totale | Totale | Totale | Totale | Totale | DR  |
| Competizione      | Punti | G       | V       | N       | P       | Gf      | Gs      | G            | V            | N            | P            | Gf           | Gs           | G      | V      | N      | P      | Gf     | Gs     | DR  |
| ----------------- | ----- | ------- | ------- | ------- | ------- | ------- | ------- | ------------ | ------------ | ------------ | ------------ | ------------ | ------------ | ------ | ------ | ------ | ------ | ------ | ------ | --- |
| Bundesliga        | 31    | 17      | 10      | 5       | 2       | 33      | 16      | 17           | 0            | 6            | 11           | 21           | 54           | 34     | 10     | 11     | 13     | 54     | 70     | -16 |
| Coppa di Germania | -     | 4       | 3       | 0       | 1       | 23      | 5       | 1            | 0            | 1            | 0            | 0            | 0            | 5      | 3      | 1      | 1      | 23     | 5      | +18 |
| Totale            | 31    | 21      | 13      | 5       | 3       | 56      | 21      | 18           | 0            | 7            | 11           | 21           | 54           | 39     | 13     | 12     | 14     | 77     | 75     | +2  |

### Andamento in campionato
| Giornata  | 1 | 2 | 3 | 4 | 5 | 6 | 7 | 8  | 9  | 10 | 11 | 12 | 13 | 14 | 15 | 16 | 17 | 18 | 19 | 20 | 21 | 22 | 23 | 24 | 25 | 26 | 27 | 28 | 29 | 30 | 31 | 32 | 33 | 34 |
| --------- | - | - | - | - | - | - | - | -- | -- | -- | -- | -- | -- | -- | -- | -- | -- | -- | -- | -- | -- | -- | -- | -- | -- | -- | -- | -- | -- | -- | -- | -- | -- | -- |
| Luogo     | C | T | C | T | C | T | C | T  | C  | T  | C  | T  | T  | C  | T  | C  | T  | T  | C  | T  | C  | T  | C  | T  | C  | T  | C  | T  | C  | C  | T  | C  | T  | C  |
| Risultato | V | N | V | P | V | P | N | P  | P  | N  | V  | P  | N  | V  | P  | V  | P  | P  | N  | N  | N  | N  | V  | P  | N  | P  | V  | P  | P  | N  | N  | V  | P  | V  |
| Posizione | 6 | 6 | 3 | 7 | 3 | 8 | 9 | 11 | 12 | 12 | 9  | 10 | 11 | 9  | 13 | 8  | 11 | 14 | 14 | 15 | 14 | 14 | 11 | 13 | 11 | 13 | 13 | 14 | 14 | 14 | 14 | 12 | 14 | 12 |

Legenda:

Luogo: C = Casa; T = Trasferta. Risultato: V = Vittoria; N = Pareggio; P = Sconfitta.

### Statistiche dei giocatori
| Giocatore      | Bundesliga | Bundesliga | Bundesliga  | Bundesliga | Coppa di Germania | Coppa di Germania | Coppa di Germania | Coppa di Germania | Totale   | Totale | Totale      | Totale     |
| Giocatore      | Presenze   | Reti       | Ammonizioni | Espulsioni | Presenze          | Reti              | Ammonizioni       | Espulsioni        | Presenze | Reti   | Ammonizioni | Espulsioni |
| -------------- | ---------- | ---------- | ----------- | ---------- | ----------------- | ----------------- | ----------------- | ----------------- | -------- | ------ | ----------- | ---------- |
| K. Ackermann   | 1          | 0          | 0           | 0          | 1                 | 0                 | 0                 | 0                 | 2        | 0      | 0           | 0          |
| R. Augustin    | 5          | 2          | 2           | 0          | 2                 | 1                 | 0                 | 0                 | 7        | 3      | 2           | 0          |
| H. Bertram     | 25         | 0          | 0           | 0          | 3                 | 0                 | 0                 | 0                 | 28       | 0      | 0           | 0          |
| M. Burgsmüller | 33         | 15         | 9           | 0          | 5                 | 5                 | 0                 | 0                 | 38       | 20     | 9           | 0          |
| W. Frank       | 1          | 0          | 0           | 0          | 0                 | 0                 | 0                 | 0                 | 1        | 0      | 0           | 0          |
| P. Geyer       | 33         | 5          | 0           | 0          | 4                 | 4                 | 0                 | 0                 | 37       | 9      | 0           | 0          |
| H. Hein        | 24         | 0          | 4           | 0          | 2                 | 0                 | 0                 | 0                 | 26       | 0      | 4           | 0          |
| S. Held        | 29         | 1          | 3           | 0          | 4                 | 0                 | 0                 | 0                 | 33       | 1      | 3           | 0          |
| L. Huber       | 34         | 4          | 1           | 0          | 5                 | 2                 | 0                 | 0                 | 39       | 6      | 1           | 0          |
| E. Immel       | 10         | 0          | 0           | 0          | 2                 | 0                 | 0                 | 0                 | 12       | 0      | 0           | 0          |
| W. Lippens     | 21         | 4          | 2           | 0          | 1                 | 0                 | 0                 | 0                 | 22       | 4      | 2           | 0          |
| D. Meyer       | 0          | 0          | 0           | 0          | 0                 | 0                 | 0                 | 0                 | 0        | 0      | 0           | 0          |
| H. Meyer       | 16         | 0          | 3           | 0          | 2                 | 0                 | 0                 | 0                 | 18       | 0      | 3           | 0          |
| N. Runge       | 9          | 3          | 0           | 0          | 3                 | 0                 | 0                 | 0                 | 12       | 3      | 0           | 0          |
| T. Schneider   | 7          | 1          | 0           | 0          | 2                 | 0                 | 0                 | 0                 | 9        | 1      | 0           | 0          |
| W. Schneider   | 34         | 4          | 1           | 0          | 5                 | 0                 | 0                 | 0                 | 39       | 4      | 1           | 0          |
| B. Segler      | 19         | 3          | 0           | 0          | 5                 | 1                 | 0                 | 0                 | 24       | 4      | 0           | 0          |
| J. Siwek       | 0          | 0          | 0           | 0          | 1                 | 2                 | 0                 | 0                 | 1        | 2      | 0           | 0          |
| A. Theis       | 31         | 1          | 3           | 0          | 5                 | 0                 | 0                 | 0                 | 36       | 1      | 3           | 0          |
| M. Votava      | 34         | 5          | 2           | 0          | 5                 | 1                 | 1                 | 0                 | 39       | 6      | 3           | 0          |
| W. Vöge        | 27         | 3          | 2           | 0          | 4                 | 7                 | 0                 | 0                 | 31       | 10     | 2           | 0          |
| H. Wagner      | 18         | 0          | 2           | 0          | 2                 | 0                 | 0                 | 0                 | 20       | 0      | 2           | 0          |
| E. Wolf        | 2          | 0          | 0           | 0          | 1                 | 0                 | 0                 | 0                 | 3        | 0      | 0           | 0          |
| M. Zorc        | 0          | 0          | 0           | 0          | 0                 | 0                 | 0                 | 0                 | 0        | 0      | 0           | 0          |